# موتور ستاره‌ای

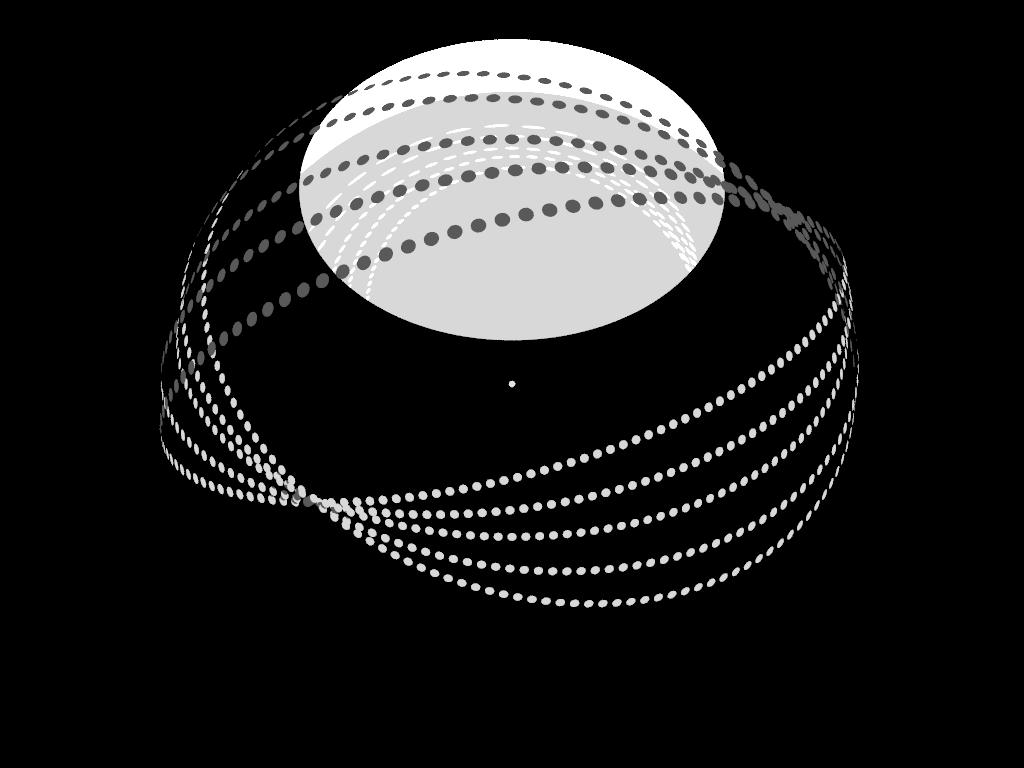
نمایه موتور ستاره‌ای رده C به مقیاس که به دور ستاره‌ای به اندازه خورشید ساخته شده است. ازدحام دایسون آن از ۵ حلقه دایسون گردآورنده خورشیدی (موتور ستاره‌ای رده B) و یک رانش‌دهنده شکادوف رده A بزرگ پدید آمده است. نگاه به سامانه از پایین دایرةالبروج و فاصله نزدیک به ۲/۸ یکای ستاره‌ای است. جهت شتاب سامانه، بردار اقلیدسی از مرکز ستاره تا مرکز رانش‌دهنده شکادوف است که با توجه به دایرةالبروج با فاصله ۱ یکای ستاره‌ای از قطب شمال ستاره می‌گذرد.

موتور ستاره‌ای گونه‌ای ابرسازه فرضی است که از پرتوهای تابیده شده از ستاره برای تولید انرژی استفاده می‌کند. برخی گونه‌های هوشمند از این انرژی برای افزایش نیروی رانش استفاده می‌کنند تا سرعت ستاره و هر چیزی که به دور آن می‌گردد را زیاد کنند. در مقیاس کارداشف، ساخت چنین سامانه‌ای، سازنده آن را به تمدن مرحله دوم می‌رساند.

## رده‌بندی

### رده A (رانش‌دهنده شکادوف)
یکی از ساده‌ترین نمونه‌های موتور ستاره‌ای، رانش‌دهنده شکادوف یا موتور ستاره‌ای رده A است. این مفهوم نخستین بار توسط لئونید شکادوف تعریف و به افتخار او نامگذاری شد. این موتور یک سامانه پیش‌رانش ستاره‌ای است که از یک بادبان/آینه خورشیدی بسیار بزرگ (در اصل یک ستاره به اندازه کافی بزرگ که بتوان بر پایه مرتبه بزرگی، آن را به عنوان ابرسازه رده‌بندی کرد) پدید آمده و بین جاذبه گرانشی ستاره و فشار پرتو افکنی آن تعادل برقرار می‌کند. هنگامیکه فشار پرتوافکنی ستاره، نامتقارن شود مانند هنگامیکه پرتوافکنی تنها در یک جهت باشد فشار پرتوافکنی اضافی به صورت رانش‌دهنده اصلی عمل می‌کند و شتاب ستاره را در جهت استتایت افزایش می‌دهد. چنین رانش و افزایش شتابی بسیار اندک است. اما چنین سامانه‌ای می‌تواند برای میلیون‌ها سال دوام بیاورد. هر سامانه سیاره‌ای که به یک ستاره وابسته باشد به سمت ستاره خود کشیده می‌شود. برای ستاره‌ای به اندازه خورشید با شدت روشنایی ۱۰۲۶×۳/۸۵ وات و جرم ۱۰۳۰×۱/۹۹ کیلوگرم، مجموع رانش ایجاد شده با انعکاس نیمی از پرتوافکنی ۱۰۱۸×۱/۲۸ نیوتون خواهد بود. پس از یک میلیون سال، بازده سرعت به ۲۰ متر بر ثانیه و جایجایی از مکان اصلی به ۰/۰۳ سال نوری می‌رسد. پس از یک میلیارد سال سرعت به ۲۰ کلیلومتر بر ثانیه و جابجایی به ۳۴,۰۰۰ سال نوری می‌رسد که کمی بیش از یک‌سوم عرض براورد شده کهکشان راه شیری است.

### رده B
موتور ستاره‌ای رده B یک کره دایسون است که به گرد یک ستاره ساخته شده و برای دریافت انرژی قابل استفاده، از سامانه اختلاف دمای بین ستاره و رسانه بین ستاره‌ای استفاده می‌کند. احتمالا برای این کار از ماشین گرمایی یا سلول فتوولتاییک استفاده می‌کند. برخلاف رانش‌دهنده شکادوف، این سامانه، دارای پیش‌رانش نیست.

### رده C
موتور ستاره‌ای رده C از ترکیب دو موتور ستاره‌ای رده A و B پدید می‌آید که از توان پیش‌رانش شکادوف و تولیدکننده انرژی رده B استفاده می‌کند. 
یک سپر دایسون با سطح داخلی که بخشی از آن با آینه پوشیده شده، تجسمی از چنین سامانه‌ای است که به شکل ازدحام دایسون با آینه استتایت بزرگ است. اگرچه هنوز مشکل پایدارسازی سپر غیر پیش‌رانشی وجود دارد. (به نگاره همین نوشتار توجه شود.) حباب دایسون یک رانش‌دهنده شکادوف با ترتیب اجزاء استتایت نامتقارن است. افزودن توان استخراج انرژی به اجزاء آن به نظر تقریباً کار بیهوده‌ای است. 